# شهرستان شهرکرد
شهرستان شهرکرد، یکی از شهرستان‌های استان چهارمحال و بختیاری است که با نزدیک به ۱۴۰۰ کیلومتر مربع گستردگی، بالغ بر ۹٪ از کل مساحت چهارمحال و بختیاری را تشکیل داده است. مرکز این شهرستان، شهر شهرکرد است.

## جمعیت
بر اساس سرشماری سال ۱۳۹۵ خورشیدی، شهرستان شهرکرد دارای ۲۷۸٬۹۱۲(۸۲٬۱۷۰ خانوار) جمعیت بوده است.

## موقعیت جغرافیایی
این شهرستان در طول شرقی ۴۹ درجه و ۲۲ دقیقه تا ۵۰ درجه و ۴۹ دقیقه و از نظر عرض جغرافیایی در عرض شمالی ۳۲ درجه و ۲۰ دقیقه تا ۳۳ درجه و ۳۱ دقیقه قرار گرفته است. به لحاظ وضعیت توپوگرافی این شهرستان در بخش شرقی سلسله جبال زاگرس و در حاشیه گسل زاگرس قرار گرفته و مهم‌ترین ارتفاعات آن کوه جهان بین است که با ارتفاع بیش از ۳۳۰۰ متر آن را پوشانیده است.
این شهرستان در قسمت شمال شرقی استان چهارمحال و بختیاری قرار گرفته است. شهرستان شهرکرد از شمال به شهرستان‌های سامان و بِن، از شرق به استان اصفهان، از غرب به شهرستان فارسان و از جنوب به شهرستان فرخ‌شهر و شهرستان کیار محدود می‌گردد. فواصل بین رشته کوه‌ها را دشتهای وسیعی فرا گرفته است از عمده‌ترین دشتهای منطقه می‌توان به دشت شهرکرد و دشت بن اشاره نمود.

## تقسیمات کشوری
شهرستان شهرکرد دارای ۲ بخش، ۴ دهستان و ۸ شهر به شرح زیر است:

### شهرستان شهرکرد
| بخش   | مرکز بخش | جمعیت بخش ۱۳۹۵ | نام دهستان | جمعیت دهستان ۱۳۹۵ | شهر                               | جمعیت شهر ۱۳۹۵                                       |
| ----- | -------- | -------------- | ---------- | ----------------- | --------------------------------- | ---------------------------------------------------- |
| مرکزی | شهرکرد   | ۲۴۶٬۰۴۶ نفر    | حومه       | ۵٬۳۶۰ نفر         | شهرکرد هفشجان شهرکیان طاقانک نافچ | ۱۹۰٬۴۴۱نفر ۲۱٬۳۵۲ نفر ۱۲٬۹۴۸ نفر ۶٬۱۷۰ نفر ۴٬۰۵۹ نفر |
| مرکزی | شهرکرد   | ۲۴۶٬۰۴۶ نفر    | طاقانک     | ۵٬۷۱۶ نفر         | شهرکرد هفشجان شهرکیان طاقانک نافچ | ۱۹۰٬۴۴۱نفر ۲۱٬۳۵۲ نفر ۱۲٬۹۴۸ نفر ۶٬۱۷۰ نفر ۴٬۰۵۹ نفر |
| لاران | سورشجان  | ۳۲٬۸۶۳ نفر     | لار        | ۹٬۶۵۶ نفر         | سورشجان سودجان هارونی             | ۱۲٬۳۰۸ نفر ۵٬۵۸۱ نفر ۳٬۶۰۱ نفر                       |
| لاران | سورشجان  | ۳۲٬۸۶۳ نفر     | مرغملک     | ۲٬۲۹۸ نفر         | سورشجان سودجان هارونی             | ۱۲٬۳۰۸ نفر ۵٬۵۸۱ نفر ۳٬۶۰۱ نفر                       |

## فرمانداری شهرکرد
فرمانداری شهرکرد یک نهاد دولتی وابسته به استانداری چهارمحال و بختیاری و نمایندهٔ دولت جمهوری اسلامی ایران در شهرستان شهرکرد است که در شهر شهرکرد واقع شده است. فرماندار کنونی شهرکرد سعید رئیسی می‌باشد.

## زبان
شهرستان شهرکرد دارای گویش، لریِ بختیاری و فارسی و ترکی چهارمحالی می‌باشد که در مناطقی همچون شهرکرد و هفشجان مردم به زبان فارسی لهجه دار تکلم می‌نمایند و در برخی از مناطق همچون شهرکیان، طاقانک و سودجان مردم به زبان ترکی قشقایی و در برخی مناطق دیگر همچون بخش لاران سورشجان و سودجان وهارونی مردم به گویش بختیاری تکلم می‌نمایند.
لازم بذکر است که نواحی شرقی استان چهارمحال و بختیاری شامل شهرستان‌های شهرکرد و بروجن از دیرباز سکونت گاه گروه‌هایی از ارمنی‌ها بوده است. هر چند در دهه‌های اخیر تعداد بسیاری از ارمنی‌ها چهارمحال به اصفهان مهاجرت کردند.

## آثار تاریخی

### تپه اسکندری و تپه‌های اطراف آن
تپه اسکندری اولین، کهن‌ترین و بزرگ‌ترین اثر ملی استان چهارمحال و بختیاری، مربوط به دوران پیش از تاریخ است و در شهر هفشجان واقع شده است. این اثر در تاریخ ۱ دی ۱۳۴۸ با شمارهٔ ثبت ۸۸۶ به‌عنوان یکی از آثار ملی ایران به ثبت رسیده است. قدمت این دولت شهر تاریخی به ۹۰۰۰ سال قبل برمی‌گردد و جزو اولین سکونتگاه‌های دوره نوسنگی محسوب می‌گردد. وجود سفالینه‌های پیش از تاریخ و وفور ابزار سنگی همچون فِلینت و اُبسیدین از استقرار این مکان از هزاره هفتم قبل از میلاد خبر می‌دهد و بیانگر توالی تمدنی منطقه است.

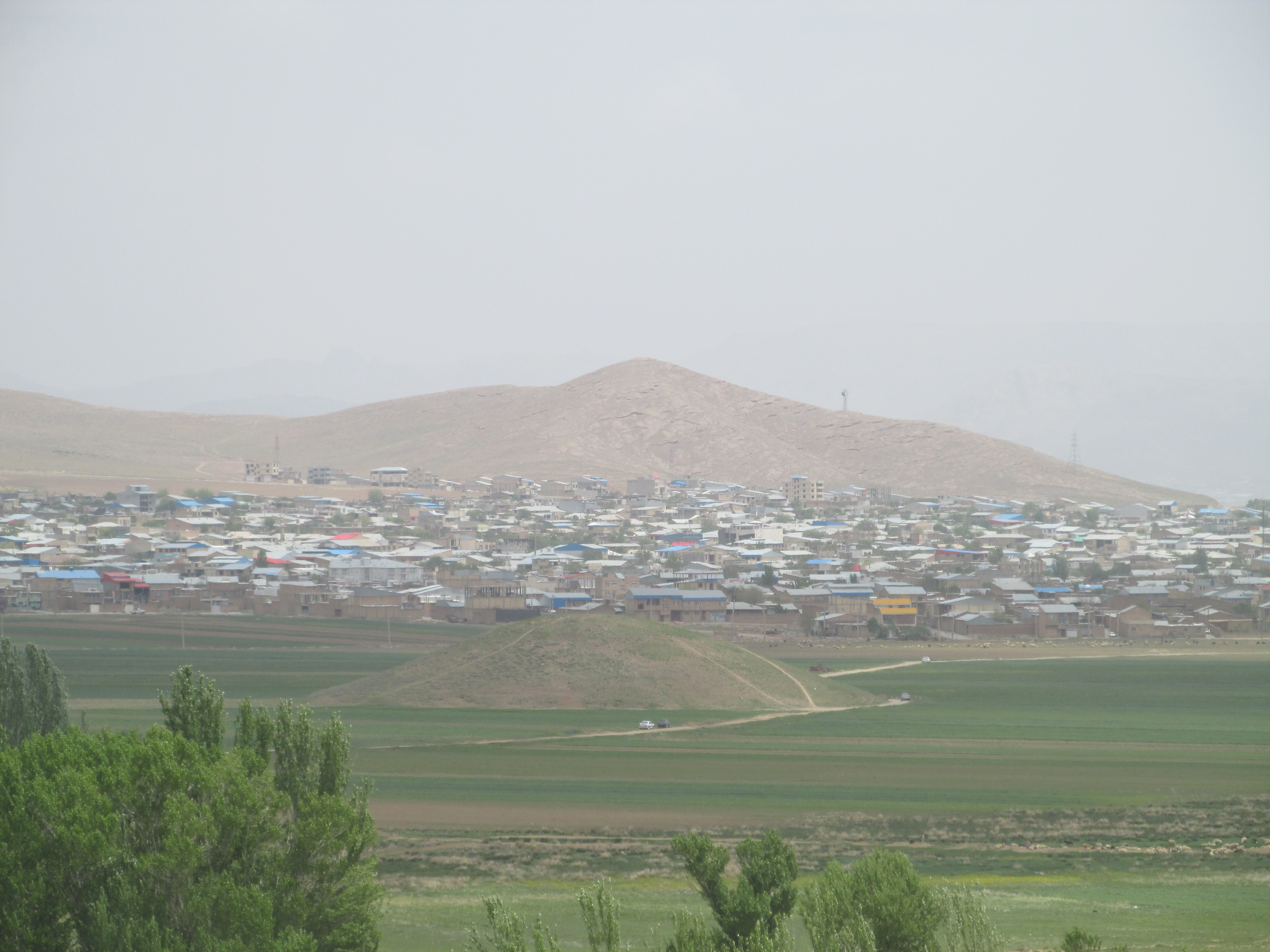
تپه اسکندری هفشجان شهرستان شهرکرد، اولین اثر ملی استان چهارمحال و بختیاری

### تپه شهر کهنه
تپه شهر کهنه مربوط به دوران پیش از تاریخ ایران باستان است و در شهرستان شهرکرد، شمال باختری هفشجان واقع شده است. این اثر در تاریخ ۱ دی ۱۳۴۸ با شمارهٔ ثبت ۸۸۷ به‌عنوان یکی از آثار ملی ایران به ثبت رسیده است.

### کتیبه گر نوشته هفشجان
کتیبه گر نوشته هفشجان کهن‌ترین کتیبه استان چهارمحال و بختیاری مربوط به هزاره چهارم قبل از میلاد و ۶۰۰۰ سال پیش است و در هفشجان، کوه جهان بین شهرستان شهرکرد واقع شده است. این اثر در تاریخ ۸ مرداد ۱۳۸۱ با شمارهٔ ثبت ۵۹۹۵ به‌عنوان یکی از آثار ملی ایران به ثبت رسیده است.
در کنار این کتیبه که بر دیوارهٔ صخره‌ای و صیقلی کوه جهان بین در حومه شهر هفشجان شهرکرد ایجاد شده است، بقایای راهی سنگ چین وجود دارد که به گفته کارشناسان، احتمالاً بقایای اولین مسیر ارتباطی برای انتقال فرهنگ و تمدن شوش و دشت خوزستان به محیط تمدن تابستانی اسکندری هفشجان بوده است. به عبارت دیگر در گذشته شاهراه خوزستان به اصفهان یا همان راه دسپارت (دزپارت) از هفشجان که مرکزیت مطلق منطقه بوده، عبور می‌کرده است. اما متأسفانه امروزه هنوز حریم حفاظتی کتیبه گر نوشته و حداقل ایجاد سقف بروی آن برای جلوگیری از فرسایش تدریجی توسط برف و باران توسط هیچ‌یک از سازمان‌های استان انجام نپذیرفته است و این اثر ۶۰۰۰ ساله را که قدیمی‌ترین کتیبه استان است را در معرض نابودی تدریجی قرار داده‌اند.

### گورگای تپه شهرکیان
محوطه باستان شناختی گورگای تپه (تپه شهر کهنه) درتاریخ ۱ دی ۱۳۴۸ با شماره ۸۸۷ به‌عنوان یکی از آثار ملی ایران ثبت شده است. گورگای تپه در شمال شهرکیان و در مجاورت جاده شهرکیان-شهرکرد قرار دارد و پیشینه این محوطه متعلق به دوره پیش از تاریخ و خصوصاً دوره نوسنگی به بعد است. آثار ۷۰۰۰ ساله این تپه بیانگر قدمت فراوان و اهمیت ثبت ملی این تپه می‌باشد. این تپه باستانی برای اولین بار در سال ۱۳۵۶ خورشیدی توسط آلن زاگارل، باستان‌شناس آلمانی، مورد بررسی و گمانه زنی باستان شناختی قرار گرفت.

### تپه سراب (گنبدک) شهرکیان
مدیر کل میراث فرهنگی گفت: تپه سراب شهرکیان، مهم‌ترین سایت دوره نوسنگی در زاگرس جنوبی و قدیمی‌ترین سکونت‌گاه انسانی در استان چهارمحال و بختیاری است. تپه سراب با قدمت ۱۰۰۰۰ ساله مربوط به دوران پیش از تاریخ ایران باستان است و در شمال شهرکیان واقع شده است. این اثر در تاریخ ۹ آذر ۱۳۸۹ با شمارهٔ ثبت۲۹۰۷۸به‌عنوان یکی از آثار ملی ایران به ثبت رسیده است.

### قلعه چالشتر
قلعه چالشتر مربوط به دوره قاجار است و در شهرستان شهرکرد، شهر چالشتر واقع شده است. این اثر در تاریخ ۲۷ مرداد ۱۳۷۷ با شمارهٔ ثبت ۲۱۰۱ و همچنین در تاریخ ۲۰ آذر ۱۳۷۹ با شماره ثبت ثبت ۲۹۲۴ به‌عنوان یکی از آثار ملی ایران به ثبت رسیده است.

### مسجدجامع محبعلی بیگ شهرکیان
مسجدجامع محب علی بیگ مربوط به دوره افشار است و در مرکز شهرکیان واقع شده و در تاریخ ۱۶ شهریور ۱۳۷۶ با شمارهٔ ثبت ۱۹۱۵ به‌عنوان یکی از آثار ملی ایران به ثبت رسیده است، این اثر توسط محبعلی بیگ سردار بزرگ نادرشاه افشار تأسیس گردید.

## جاذبه‌های گردشگری

### گردشگاه چشمه‌زنه
گردشگاه چشمه زنه هفشجان در دامنه رشته کوه جهان بین و ۲ کیلومتری هفشجان و ۲۰ کیلومتری شهرکرد واقع شده است. در روز طبیعت هرسال بیش از ۱۰ هزار نفر از گردشگاه چشمه زنه و طبیعت زیبای آن دیدن می‌کنند.

این گردشگاه در غرب هفشجان و ۲۰ کیلومتری جنوب غربی شهرکرد می‌باشد. این گردشگاه از مهم‌ترین جاذبه‌های گردشگری نزدیک به شهرکرد مرکز کنونی استان چهارمحال و بختیاری است و آب معدنی و لاله‌های واژگون آن از مهم‌ترین ویژگی‌های آن می‌باشد. به منظور تأمین بخشی از آب کشاورزی دشت هفشجان، سدی در ۲۰ کیلومتری جنوب شهرکرد و شمال کوه جهان بین و ۳ کیلومتری شهر هفشجان بر روی این چشمه احداث شده است. این سد خاکی با هسته رسی، دارای مخزنی به حجم ۱/۳ میلیون مترمکعب می‌باشد. طول تاج سد ۴۱۰ متر و عرض تاج آن ۸ متر و ارتفاع از روی پی در عمیق‌ترین ناحیه ۴۲ متر است. در وجه تسمیه نام چشمه زنه باید توجه داشت که نام زنه به علت زایش چشمه‌ای جوشان در کوه جهان بین هفشجان می‌باشد. 

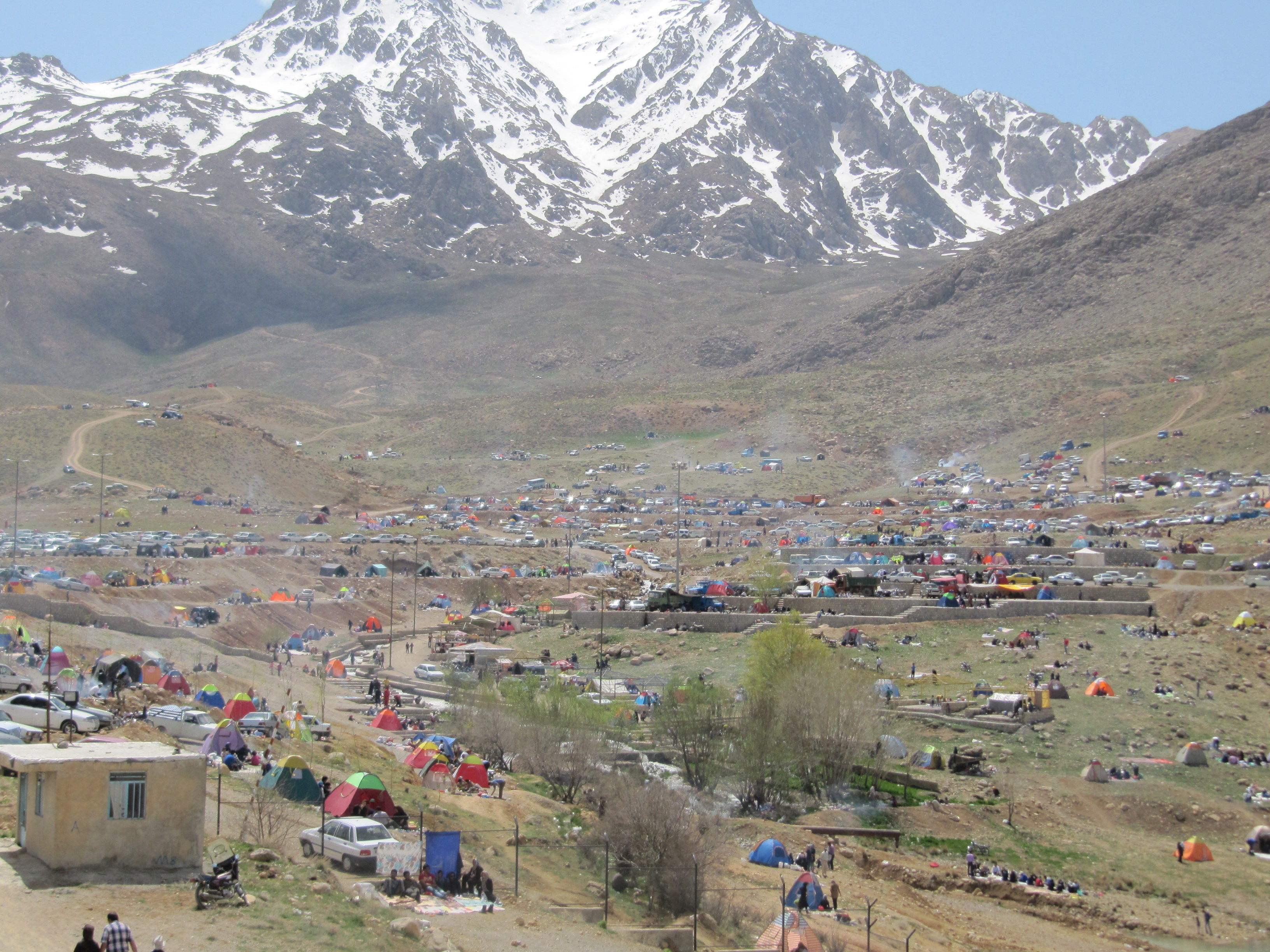
گردشگاه چشمه زنه در ارتفاعات جهان بین

### کوه جهان‌بین
کوه جهان‌بین در غرب شهر هفشجان در استان چهار محال و بختیاری قرار دارد. این کوه یکی از کوه‌های رشته کوه زاگرس است. کوه جهان بین به طول ۳۰ کیلومتر از جنوب روستای شمس‌آباد شروع و تا غرب روستای مصطفی آباد در حومه شهر هفشجان امتداد دارد. بلندترین قلل آن به نام‌های دالانک با ۳۳۴۲ متر، هفشجان با ۳۳۱۵ متر و شمس‌آباد با ۳۱۳۸ متر ارتفاع می‌باشد.
رشته کوه جهان بین در حومه شهرکرد قرار دارد. چون از فراز قله دالانک، مرتفع‌ترین قله رشته جهان بین، منطقه عظیمی شامل شهرکرد و شهرهای نجف‌آباد و اصفهان کاملاً دیده می‌شود به همین مناسبت به آن نام جهان بین داده‌اند. کوه جهان‌بین بهترین انتخاب برای صعودهای یک روزه در شهرستان شهرکرد می‌باشد. این کوه دارای جاذبه‌های طبیعی فراوانی است که از آن جمله می‌توان به گردشگاه و سد چشمه زنه، چشمه حسن، چشمه شعبان و وقت و ساعت و نیز منطقه یورتیچه جهان‌بین اشاره کرد که در اواسط بهار مملو از لاله‌های واژگون می‌باشد.

### غار جهان‌بین
غار جهان‌بین در دامنه کوه جهان‌بین و در غرب شهر هفشجان و ۲۰ کیلومتری شهرکرد قرار دارد. این غار با بیش از ۱۴۰ متر عمق و متراژ عمودی عمیق‌ترین چاه‌غار طبیعی کشف شده در ایران محسوب می‌گردد.

### آثار دیدنی دیگر
- قلعه چالشتر
- قلعه سورک
- امامزاده عزیزالله شهرکیان
- پارک قزل حصار شهرکیان